# Antikleja
Antikleja (gr. Ἀντίκλεια Antíkleia) – w mitologii greckiej matka Odyseusza, córka Autolykosa, wnuczka Hermesa.
Ojcem Antiklei był Autolykos, syn Hermesa i Chione bądź Stilbe, złodziej i argonauta. Jej matka zaś nosiła imię Amfitea, jej brat zaś Ajsimos. Autolykos próbował kiedyś skraść trzody należące do sąsiadującego z nim Syzyfa, czym rozgniewał swego sąsiada. W odwecie Syzyf uwiódł Antikleję, zaręczoną już z Laertesem, też argonautą i królem Itaki, a uczynił to w przeddzień ślubu. Rzadsza wersja mitu podaje, że Autolykos specjalnie podsunął Syzyfowi swą córkę, pragnąc dochować się inteligentnego wnuka.
Antikleja poślubiła Laertesa. Istnieje jednak wersja mitu, w której jeszcze przed ślubem, ale już po zaręczynach, w domu swego ojca bądź już na Itace, współżyła z wizytującym u jej ojca bądź z bawiącym przejazdem na wyspie Syzyfem, dlatego też różne wersje mitu podają różne ojcostwo Odyseusza. Jedne podają, że był synem Laertesa, inne widzą w nim nieślubnego syna Syzyfa. Pierwszą wersję przyjmował Homer, drugą tragicy. W jednej wersji Antikleja urodziła Odyseusza na Itace, w deszczowy dzień, kiedy przez wodę nie mogła powrócić z góry Neriton. Mit ten ma związek z imieniem nowo narodzonego dziecka, łączonego z greckim zdaniem znaczącym Zeus padał deszczem na drodze. Inna wersja mitu przeczy temu, podając, że imię nadał dziecku Syzyf, a także, że Odyseusz urodził się jeszcze przed dotarciem na Itakę, w beockim Alalkomenaj. Prócz Odyseusza Antikleja urodziła Laertesowi córkę Ktimene, którą wydano za Eurylocha. Pomimo tego Odyseusza zwano jedynym dzieckiem Laertesa.
Antikleja nie potrafiła poradzić sobie z przedłużającą się nieobecnością syna. Odyseusz wyjechał na wojnę trojańską. Lata mijały, a informacje o synu nie nadchodziły. W końcu zmarła ze strapienia bądź wedle innej wersji dokonała samobójstwa. Zanim zmarła, przyczyniła się jednak do śmierci Naupliosa, który w czasie nieobecności Odysa działał na korzyść zalotników o rękę Penelopy. Matka Odyseusza oszukała go, podając, jakoby jeden z synów Naupliosa zmarł. Oszukany pogrążył się w rozpaczy, popełniając samobójstwo. Inna wersja mitu mówi, że to Nauplios rozpowiadał o rzekomej śmierci Odysa pod Troją, chcąc pomścić Palamedesa, i to z jego powodu Antikleja odebrała sobie życie.
Zstąpiwszy w trakcie swej podróży do świata umarłych, Odyseusz spotkał Antikleję jako drugą z napotkanych dusz umarłych, zaraz po wieszczu Tejrezjaszu.
W mitologii greckiej była jeszcze inna Antikleja, która urodziła Hefajstosowi olbrzyma Perifetesa.